# Störung (Geologie)

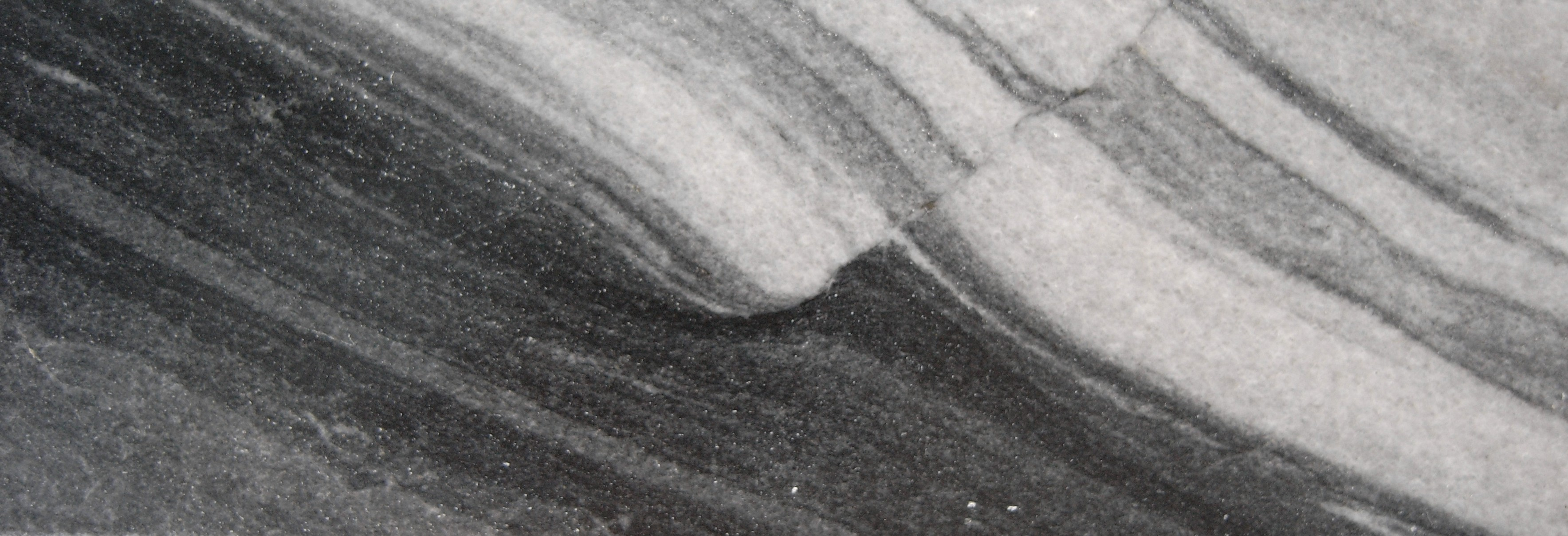
Kleinmaßstäbige Störung im Lindewiese-Marmor aus dem Altvatergebirge, Tschechien.

Eine Störung oder Dislokation bezeichnet in der Geologie eine tektonisch verursachte strukturelle Veränderung eines Gesteinsverbandes. Ältere Gesteine, die im Laufe ihrer geologischen Geschichte mehrfach tektonisch beansprucht wurden, weisen in aller Regel mehrere Generationen von Störungen auf, von denen nur die jüngste selbst ungestört ist.

## Begrifflichkeit

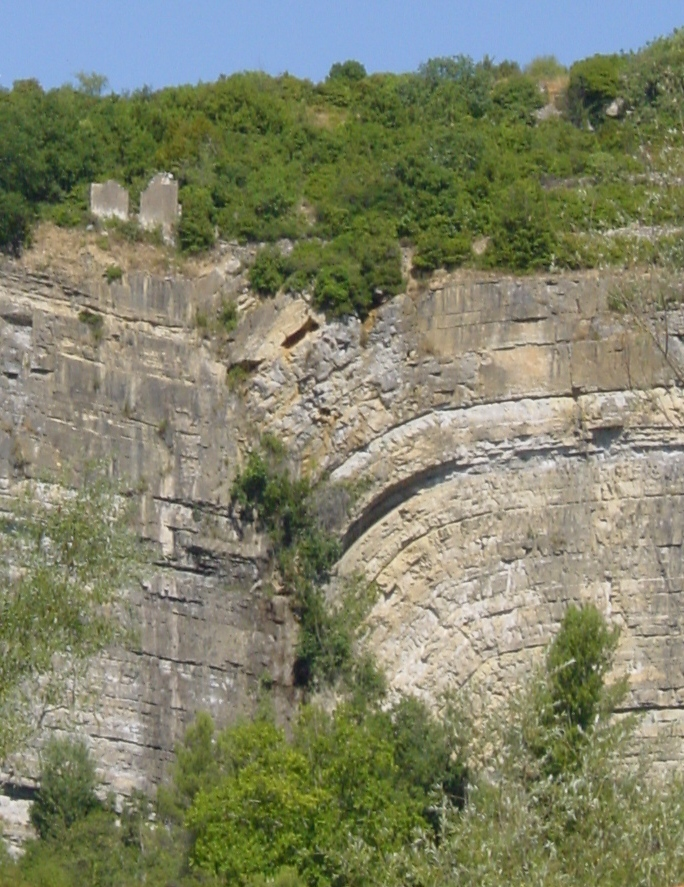
Aufschiebung in unterjurassischen Kalksteinen in einem Aufschluss bei Bédarieux, am Südrand der Causse du Larzac, Hérault, Frankreich. Der nördliche Block (rechts im Bild) ist gegen den südlichen aufgeschoben worden. Dabei wurden die Schichten nahe der Störungsfläche angeschleppt (verbogen).

Es kann zwischen Störungen im weiteren Sinn und Störungen im engeren Sinn unterschieden werden. Störungen im weiteren Sinn umfassen sowohl Resultate spröder als auch duktiler Deformation, beinhalten folglich auch Strukturen, wie Falten, Flexuren oder duktile Scherzonen. Erstgenannte werden auch unter dem Begriff kompressive Dislokation subsumiert. Störungen im engeren Sinn umfassen ausschließlich Resultate bruchhafter Verformung, bei deutlichem Versatz entlang des Bruches als Verwerfung bezeichnet, bei Versatz durch Zerrung selten auch als disjunktive Dislokation.

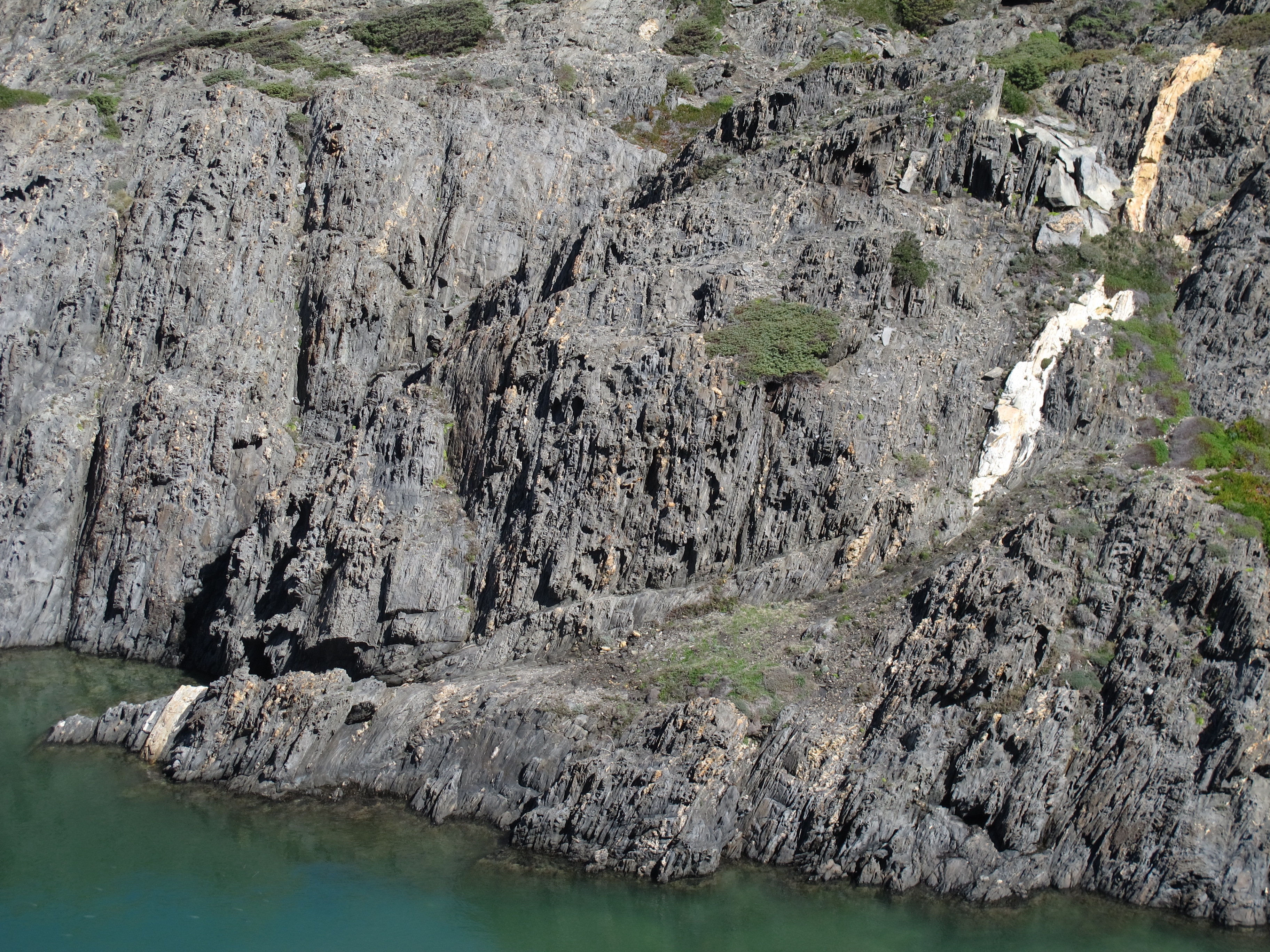
Versatz einer hellen „Schicht“ (oben rechts, unten links) an einer duktilen Scherzone. Metamorphes Varistikum des Cap de Creus, östliches Ende der Pyrenäen, Nordost-Katalonien.

Aus letztgenanntem Bedeutungszusammenhang heraus werden die Bezeichnungen Störung und Verwerfung oftmals synonym verwendet. Zudem wird auch, in einer etwas unscharfen Weise, die durch die tektonische Bewegung entstandene Trennfläche an einer Verwerfung als Störung bezeichnet. Diese ist aber korrekter als Bruch-, Verwerfungs- oder Störungsfläche zu bezeichnen.
Bisweilen wird auch der Bewegungsvorgang selbst, der aber in aller Regel nicht unmittelbar beobachtet werden kann, Störung genannt.

## Größenordnungen
Störungen können in verschiedenem Maßstab auftreten, angefangen bei duktilen Scherzonen, die nur im Dünnschliff unter dem Mikroskop sichtbar sind, über Zentimeter bis mehrere Meter messende Verwerfungen, Falten und duktile Scherzonen im Maßstab eines Handstückes oder Aufschlusses, bis hin zu Bruch- und Scherzonen, die sich über hunderte oder sogar tausende Kilometer hinziehen, wie zum Beispiel die San-Andreas-Verwerfung in Kalifornien.